# Скорый поезд

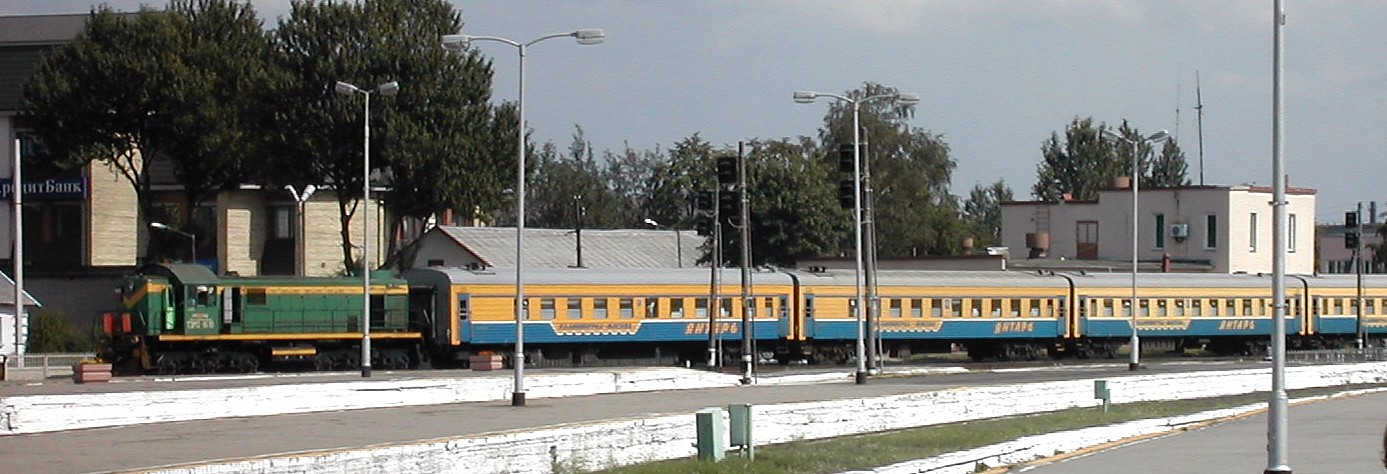

Скорый поезд — разновидность, по скорости хода, пассажирского поезда, следующего по маршруту с остановками только на крупных станциях. 
Скорые поезда существовали ещё в XIX веке, когда появлялись новые разновидности паровозов.

## История
На окончание XIX столетия, поезда по своему назначению были пассажирские разных категорий (обыкновенные пассажирские, скорые, почтовые, курьерские, прямого сообщения или местные и так далее), товарные, смешанные, воинские и прочие.
На начало XX столетия, на железных дорогах по скорости хода различали поезда:
- товарные (12—25 км в час);
- товарно-пассажирские (20—30 км в час);
- пассажирские и почтовые (25—40 км.);
- скорые и курьерские (до 60 км в час и более), причем особенно скорые из них, для быстрых международных сообщений, получали специальные названия: поездов-молний, экспрессов и прочие[2].

За пользование скорыми поездами обыкновенно устанавливалась добавочная плата в разных видах.
Скорый поезд как правило развивает такую же техническую скорость, что и обычный пассажирский поезд, но его маршрутная скорость движения выше (согласно нормативу, утверждённому приказом Минтранса России № 99, от 18 июля 2007 года, она должна составлять от 50 до 91 км/ч; в советское время минимальная маршрутная скорость скорого поезда должна была составлять 55 км/ч). Более высокая маршрутная скорость достигается за счёт меньшего количества и продолжительности остановок, чем у пассажирского поезда. Кроме того, в ряде случаев у скорого поезда в расписание заложено меньшее перегонное время хода, то есть бо́льшая техническая скорость.
Тариф на проезд в скором и пассажирском поездах рассчитываются по разным графам прейскуранта. Тариф на проезд в скором поезде выше, чем в пассажирском, примерно на 10 % — 15 %. Скорый поезд останавливается как правило только в крупных городах, на узловых станциях, станциях смены локомотива и (или) локомотивных бригад.
Конструктивно, а также по уровню комфорта вагоны скорого поезда не отличаются от вагонов пассажирского. Продольная качка более мягкая и удобная для спящих пассажиров и напоминает укачивание ребёнка. Радиоэфир разнообразится: в эфире передаются Русское радио и многие другие радиостанции, а также поездное радио, в эфире, которого звучит музыка, проверенная временем, а также правила пользования поездом. Песни иногда прерываются объявлением начальника поезда.

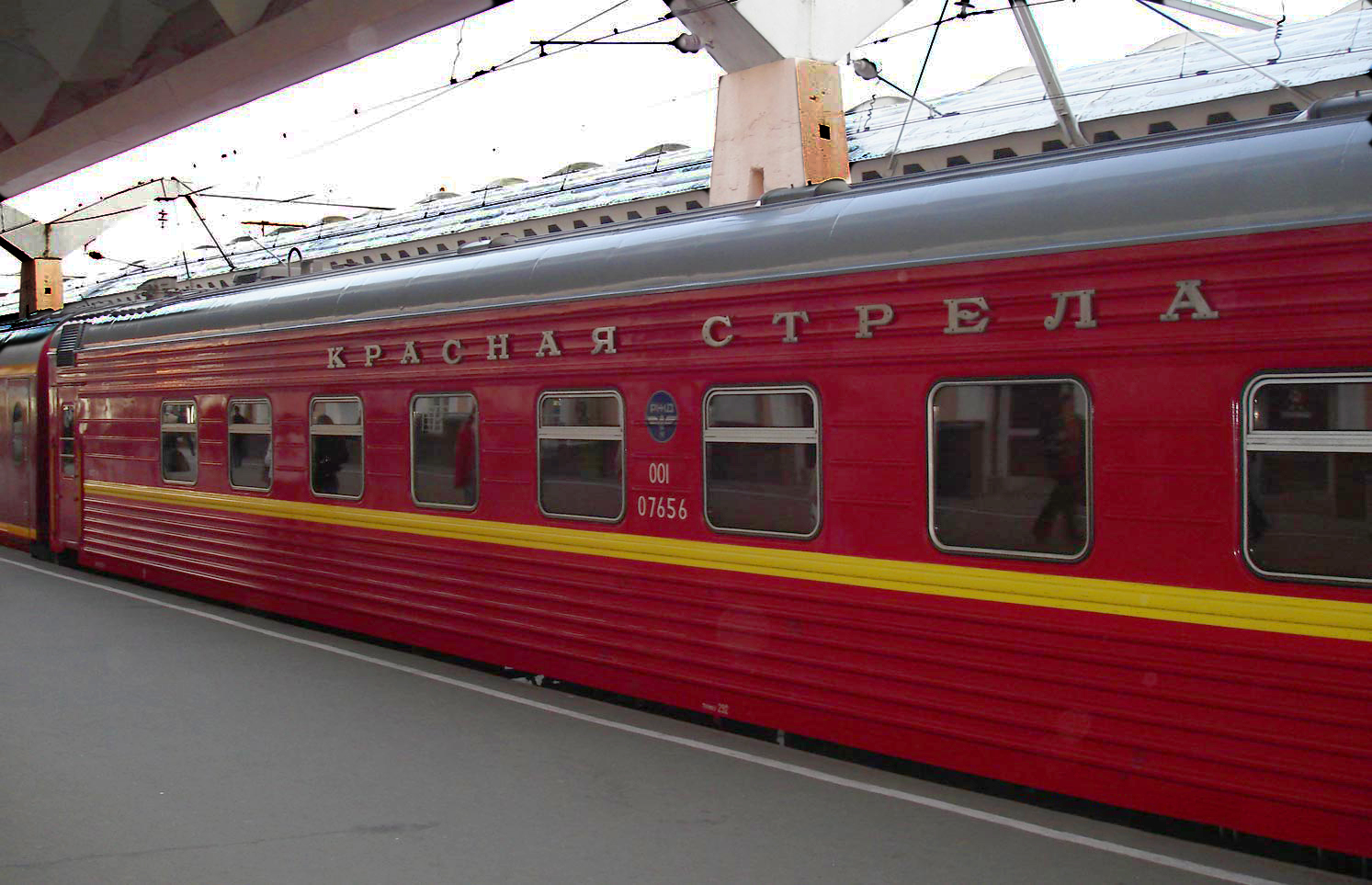
«Красная стрела».
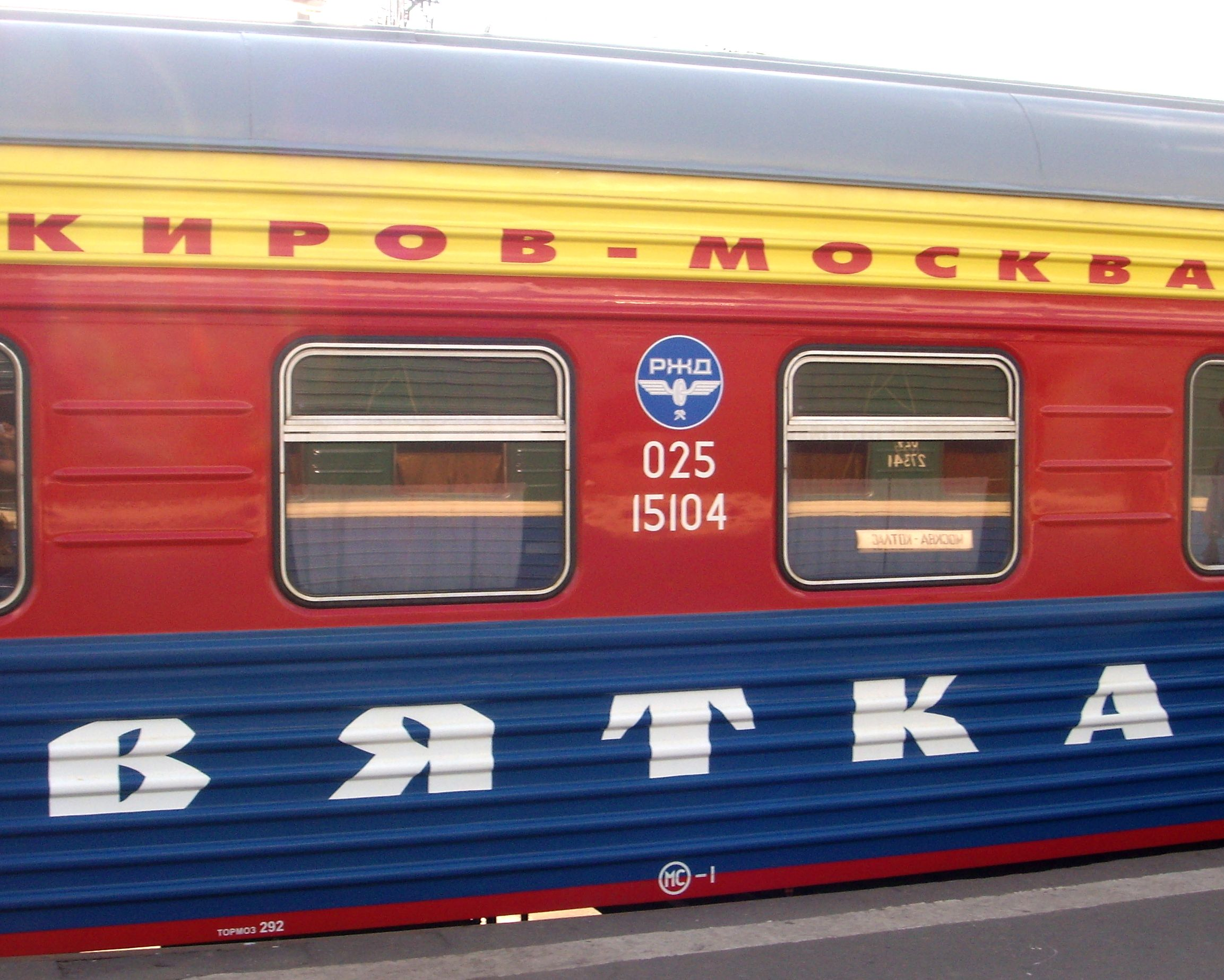
Фирменный поезд «Вятка» на перроне Ярославского вокзала Москвы.
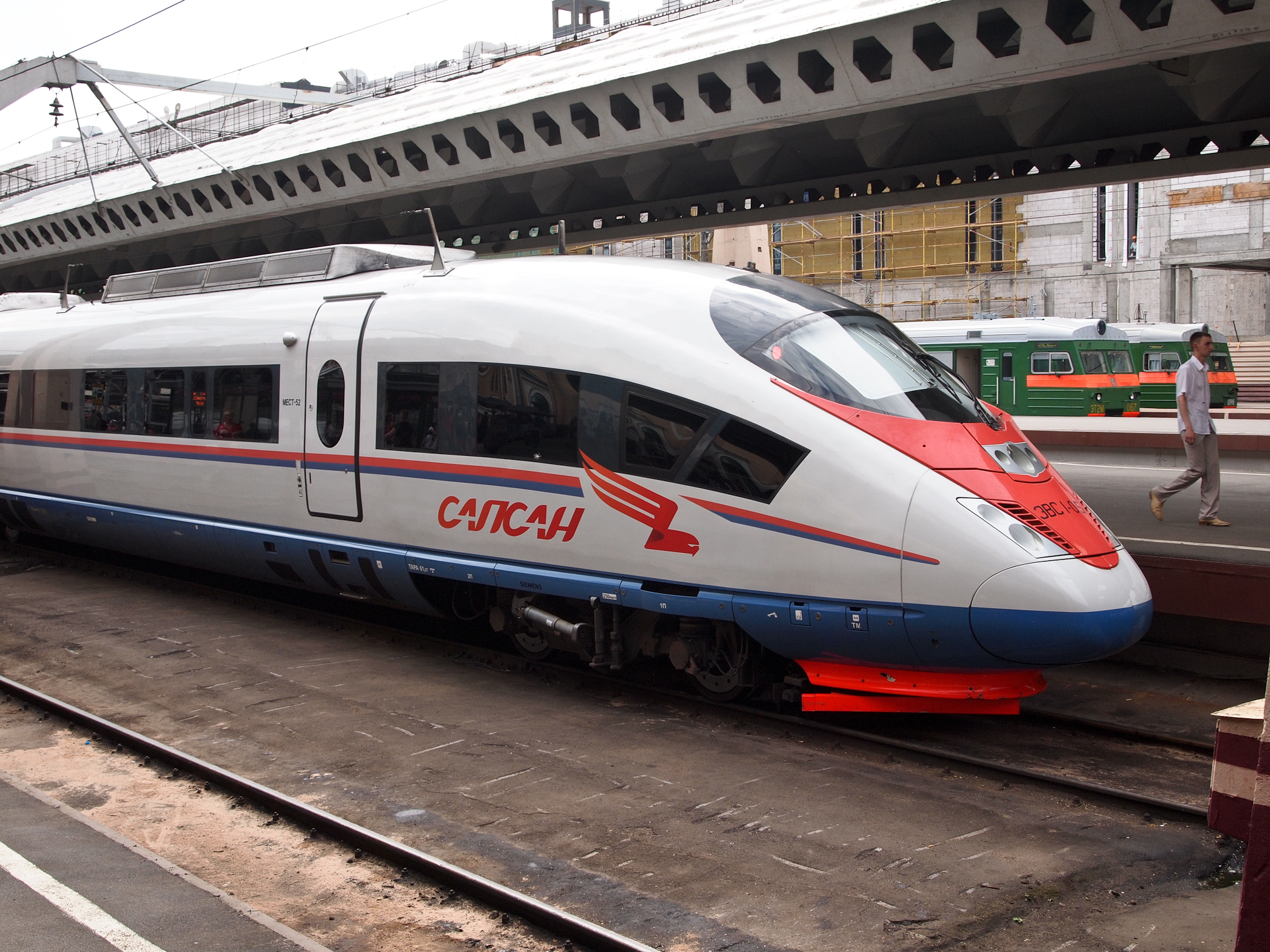
Скоростной поезд «Сапсан».